# Geschichtbuch der Hutterischen Brüder
Das Geschichtbuch der Hutterischen Brüder, auch das Große Geschichtbuch und bei den Hutterern auch schlicht Das dicke Buch genannt, erzählt – abgesehen von der Einleitung – in Form eines erweiterten Tagebuchs von den Anfängen der hutterischen Geschichte und bricht mit dem Datum des 28. Oktober 1665 jäh ab. Das Geschichtbuch gehört zu den wichtigen Quellenbüchern der Täuferforschung. Eine Fortsetzung des Großen Geschichtbuches, das sogenannte Klein Geschichtbuch, schrieb Johannes Waldner.

## Entstehung
Die Anfänge des Geschichtbuches gehen auf den hutterischen Diener der Notdurft und Diener des Worts Kaspar Braitmichel zurück, der es bis zum Jahr 1542 führte. Ihm folgten als Koautoren Hanns Kräl und Haupprecht Zapff. Letzterer schrieb nachweislich bis zum Jahr 1593. Ihm folgen vier weitere anonyme Chronisten, von denen der erste bis 1614, der zweite bis 1624, der dritte bis 1629 und der letzte bis 1665 das Geschichtbuch fortsetzte. Die handschriftliche Fassung der Chronik galt lange als verschollen, war aber im Besitz einer Hutterergemeinde in Russland, die 1874 nach Amerika auswanderte und es dann dort – orthografisch und stilistisch überarbeitet – veröffentlichte. Ziel dieser Veröffentlichung war es, das Geschichtbuch zum Hausbuch der hutterischen Familien zu machen. 
Rudolf Wolkan, der Bearbeiter und Herausgeber des 1923 gedruckten Geschichtbuches, macht in seinem Vorwort darauf aufmerksam, dass ihm für seine Arbeit nicht die originale Handschrift, sondern nur eine handschriftliche Kopie des ersten Geschichtbuches zur Verfügung stand.

## Inhalt
Der vollständige Titel des Geschichtbuches der Hutterischen Brüder lautet: Geschicht=Buch und kurzer Durchgang von Anfang der Welt, wie Gott sein Werk in seinem Volk auf Erden angericht, gehandelt und getrieben hat; demnach: Unser Gemein Geschicht=Buch.
Hanns Kräl, der zweite Bearbeiter, nennt in seinem Vorwort die eigentliche Absicht des Geschichtbuches; es will erzählen, wie Gott aus „allen Völkern, Geschlechtern und Zungen Deutschlands ein einig Volk gesammelt“ hat. Seine Zeit deutet Kräl als das letzte Alter dieser Welt, also die Endphase der Geschichte. Die Verfolgungen, Kreuz und Trübsal, die die Täufergemeinde erleidet, sind Kennzeichen dieser Endzeit. Sie stehen im Mittelpunkt des Geschichtbuches – zu guter Gedächtnis und Betrachtung des Herren wunderbare Anrichtung.

### Inhalt desGeschichtbuches
Dem zitierten Vorwort von Hans Kräl folgt eine Liste der führenden hutterischen Persönlichkeiten im Zeitraum 1533 bis 1687. Es sind dies: Jakob Hueter (1533 bis 1536), Hanns Amon (1536 bis 1542), Leonhard Lanzenstil (1542 bis 1565), Peter Ridemann (1542 bis 1556), Peter Walbot (1565 bis 1578), Hans Kräl (1578 bis 1583), Klaus Braidl (1583 bis 1611), Sebastian Dietrich (1611 bis 1619), Ulrich Jausling (1619 bis 1621), Valtin Winter (1622 bis 1631), Heinrich Hartmann (1631 bis 1639), Andreas Ehrenpreis (1639 bis 1662) und Johannes Rücker (1662 bis 1687).
Das Geschichtbuch der Hutterischen Brüder beginnt mit der Erschaffung der Welt und führt dann durch die biblische Heilsgeschichte des Alten und Neuen Testaments. Daran schließt sich ein Durchgang durch die Kirchengeschichte aus „freikirchlicher“ Perspektive an. Die sogenannte konstantinische Wende und die daraus folgende wachsende Abhängigkeit der Kirche vom Staat werden als der tiefste Sündenfall der christlichen Gemeinde angesehen. Eine besondere Kritik zielt auf das Papsttum „als den höchsten Gräuel“, das sich aus synkretistischen Quellen und nach eigenem Gutdünken „ein besonders Gsatzbuch, der Decretal, zusammen gemengt“ sowie „steinerne Kirchen, gemalt Heilige und hölzerne Kreuz“ aufgerichtet habe.
Auch das Aufkommen des Islam findet im Geschichtsbuch Erwähnung: „Machomet [Anm.: Gemeint ist Mohammed] kam und stellet aus altem und neuem Testament ein besonders Gsatzbuch, welches die Völker der Türken annahmen und noch halten“.
Im besonderen Blickfeld der kirchengeschichtlichen Schau des Geschichtbuches sind die sogenannten Ketzer, u. a. Donatus von Karthago, die Arianer, die Hussiten und Waldenser. Hier sehen die Chronisten ihre theologischen und geistesgeschichtlichen Wurzeln, unterziehen diese Bewegungen aber auch einer kritischen Betrachtung.
Die Reformation Martin Luthers und Huldrych Zwinglis kommentiert das Geschichtbuch so: „Doch wie schön der Anfang immer war, sind sie bald des Sakraments halb in zwei ruchlose Völker zerteilet, das neue Babel damit anzuzeigen. Denn kein Besserung des Lebens ward bei ihnen gar nicht gespüret, sondern ein stolz aufgeblasen Wissen. Andere zu verachten, Fleischessen, Weibernehmen, Papst, Münch und Pfaffen (wie sie es denn wohl verdient haben) ausschelten, war ihr höchster Gottesdienst... Alle beide aber (Luther, Zwingli) waren sie Kindstaufer und ließen den rechten Tauf Christi fahren.“
Die eigentliche Chronik der Hutterischen Brüder beginnt mit dem Bericht über die am 21. Januar 1525 in Zürich erfolgte Gründung der ersten Täufergemeinde sowie deren Vorgeschichte. Sie schließt mit einem Wirtschaftsbericht aus den Jahren 1664 und 1665: „Diese zwei Jahr [...] war alles Getreide sehr teuer im Kauf, der Metzen Weizen, Senitzer Maß, zu 3 fl und darüber [...], ein paar r[a]uhe Ochsenhäut waren zu 10 fl. im Kauf“.

### Register
Dem Geschichtbuch ist ein Register vorangestellt. Der erste Teil dieses „Register[s] und Inhalt dieser Chronik oder Geschicht=Buchs“ geben einen chronologischen Überblick mit kurzen inhaltlichen Zusammenfassungen sowie Seitenangaben über „allerlei Sachen und Händel, was ergangen ist“. Der zweite Teil bietet eine ebenfalls chronologisch geordnete Zusammenstellung aller Täufer, „welche im Gefängnis gelegen oder mit ihrem Blut bezeugt haben und hingericht sein worden um des Glaubens göttlicher Wahrheit willen“. Jahreszahlen und Seitenangaben verweisen auf die Fundstellen innerhalb des Geschichtbuches.
Ein ausführliches Register der im Text erwähnten Personen schließt sich an das Geschichtbuch an. Mitglieder der Täufer- beziehungsweise Hutterischen Gemeinden sind dabei mit Br[uder] und Schw[ester] gekennzeichnet. Es folgt ein Verzeichnis der im Geschichtbuch erwähnten Orte. Eine Liste „seltener und ungebräuchlicher Worte“ mit Erklärung sowie eine Druckfehlerberichtigung beschließen das Geschichtbuch der hutterischen Brüder.

## Fortsetzung
Eine Fortsetzung fand das große Geschichtbuch mit dem 1793 von Johannes Waldner begonnenen Klein-Geschichtbuch, das eine Zusammenfassung der bis dato stattgefundenen hutterischen Geschichte wie auch eine Beschreibung der Bewegung im 18. und beginnenden 19. Jahrhundert enthielt. So wird im Klein-Geschichtbuch unter anderem beschrieben, wie die aus Kärnten vertriebenen Protestanten zu den Hutterern in Siebenbürgen stießen.